# بخش کمپینی
بخش کمپینی (به فرانسوی: Arrondissement de Compiègne) یک بخش در فرانسه است که در اوآز واقع شده‌است.